# 魯爾博物館

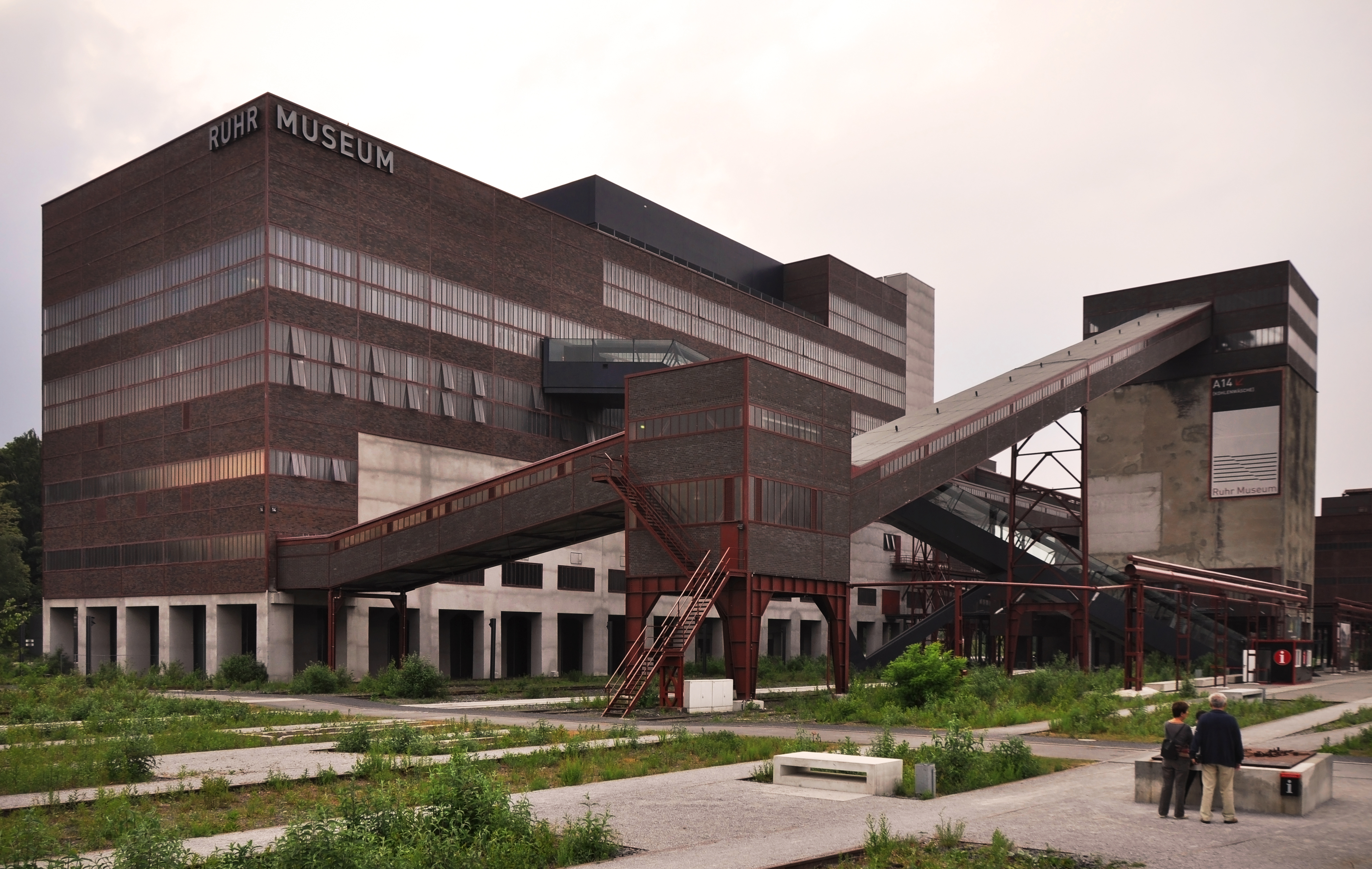

魯爾博物館（德語：Ruhr Museum）是位於德國魯爾區城市埃森的一座博物館。這座博物館不僅是一座工業博物館，也展示有關魯爾區的自然史和文化史的藏品。

## 外部連結
- www.ruhrmuseum.de （页面存档备份，存于）
- Vera Hierholzer: Ausstellungs-Rezension zu: Ruhr Museum 10. Januar 2010, Ruhr Museum Essen, in: H-Soz-u-Kult, 15. Januar 2011 （页面存档备份，存于）

1. ↑  .   [2015-10-10]. （原始内容存档于2019-10-21）.